# Sip panel

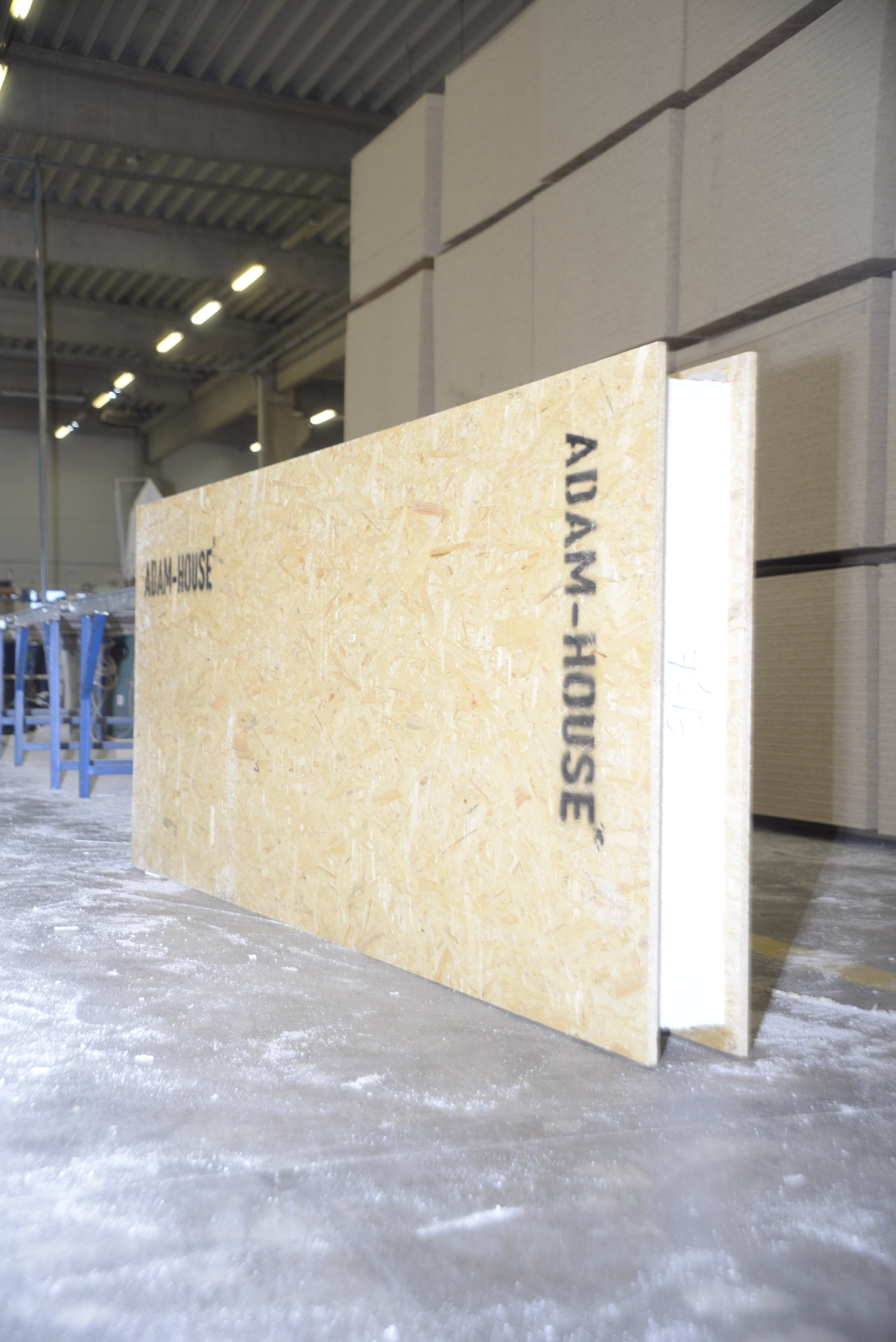

A SIP (Structured Insulated Panel) stabil és környezetbarát építési rendszer az alacsony energiafelhasználású és passzív épületek építéséhez. Szendvicspanel, tehát két rögzítőlap között valamilyen szigetelőelemből áll. Hazánkban a leggyakoribb az OSB és EPS felhasználásával készülő SIP panel. Itt a szendvicsszerkezetnek megfelelően, OSB építőlemezek közé EPS töltetet illesztenek, melyet egy speciális ragasztóval rögzítenek.
Elérhető formaldehid-mentes, környezetbarát kötőanyagokkal, ami nem károsítja az egészséget, és minden nemzetközi minősítésnek megfelel. Az OSB táblák esetében kétféle megoldás elfogadott, az OSB3, mely kedvezőbb árú, és az OSB4, ami bár drágább, de önmagában párazáró (vágás után is), és szintén kipárolgásmentes, környezetbarát.
SIP-panelekből egy komplett házat is fel lehet építeni, a különböző vastagságú panelek és I-OSB gerendák a padlózattól a tetőig, minden épületrész kivitelezésére alkalmasak. A rendkívül jó hőszigetelő- és statikai tulajdonságuk miatt sokkal keskenyebb falszerkezetek szükségesek, így a házak bruttó alapterületéhez arányosan magasabb nettó alapterület társul, mint más építkezési módoknál. Szigeteléssel emellett könnyedén érhető el passzívház-minősítésű épület is.
Az önhordó SIP-panelek rendkívüli stabilitása miatt az épületek nem igényelnek külön vázszerkezetet, emiatt egy SIP-ház nagyon gyorsan felépíthető.

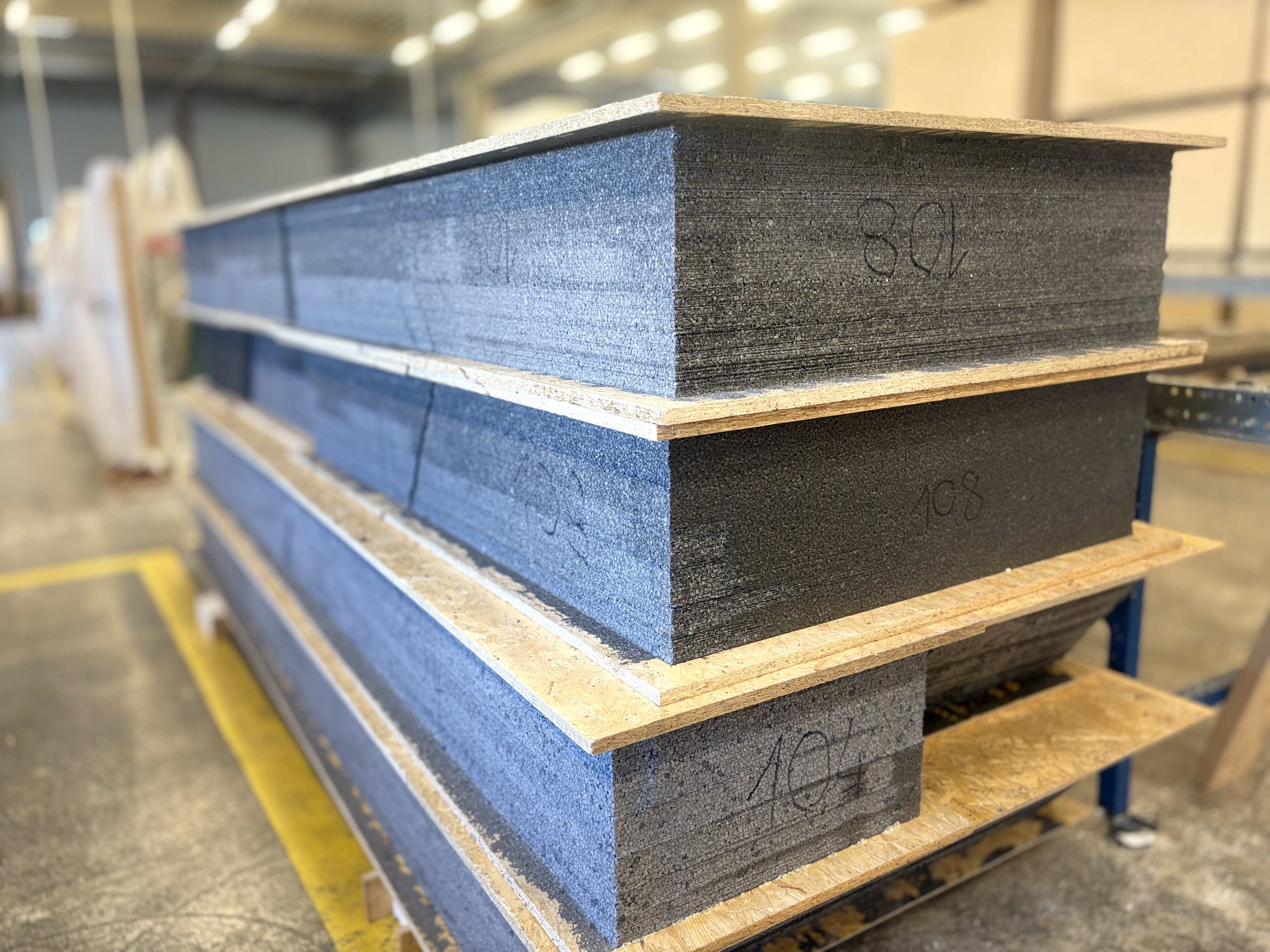
Grafitos EPS maggal készült, OSB4 vázú tetőpanel

A SIP paneles építési rendszer akár más technológiákkal kombinálva is alkalmazható. Emellett ideális megoldás társasházak, közigazgatási épületek, termelési és ipari csarnokok, iskolák, szabadidős épületek és garázsok építésénél is használható.
A SIP panelek alkalmasak a tetőszerkezet építésére is, illetve többszintes épületek esetén teherbírásuk miatt a födém építésére. A tetőszerkezetnél a nagyobb vastagságú, általában grafitos EPS panel használatos, mely az extrémebb teherbírás mellett a hőszigetelési mutatókban is megfelel a követelményeknek.